# 眠狂四郎無賴控 魔性之肌
《眠狂四郎無賴控 魔性之肌》（日语：眠狂四郎無頼控 魔性の肌）為1967年上映的日本時代劇，此為市川雷藏主演的《眠狂四郎系列》第九部。

## 劇情
一個令人不寒而慄的邪教組織—「黑指黨」，一位不明女子，童年的恐怖回憶不斷湧現於狂四郎的腦海，不詳的預感之下是否又有什麼陰謀，等待著他的到來呢？狂四郎的不敗絕技—「圓月殺法」，是否能再次替自己化險為夷呢？

## 演員
- 眠狂四郎：市川雷藏
- 吉撒：鰐淵晴子
- 三枝右近：成田三樹夫
- 阿尾柄：久保菜穗子
- 朝比奈修理亮：金子信雄
- 園枝：木村俊惠
- 阿千代：三木本賀代
- 神戸七郎太：伊達三郎
- 大沼伊織：五味龍太郎
- 北條五平：福井隆次
- 川南彌太七：黑木英男
- 巴屋：稻葉義男
- 朝比奈家用人佐兵衛：寺島雄作
- 改宗神父（狂四郎生父）：約翰‧史密斯

## 製作人員
- 企劃：奥田久司
- 導演：池廣一夫
- 原作：柴田鍊三郎（週刊「新潮」連載）
- 編劇：高岩肇
- 攝影：竹村康和
- 美術：下石坂成典
- 照明：美間博
- 錄音：大谷巖
- 音樂：渡邊岳夫
- 副導演：溝口勝美

## 外部連結
- 眠狂四郎無賴控 魔性之肌 （页面存档备份，存于）（日語）